# Clethraceae
Clethraceae este o mică familie de plante cu flori din ordinul Ericales, speciile fiind native regiunile temperate reci și tropicale din Asia și Americi, iar o specie din Madeira. Familia cuprinde două genuri, Clethra și Purdiaea.